# Leucotmemis emergens
Leucotmemis emergens är en fjärilsart som beskrevs av Walker 1864. Leucotmemis emergens ingår i släktet Leucotmemis och familjen björnspinnare. Inga underarter finns listade i Catalogue of Life.